# モーゾ・イン・パッシーリア
モーゾ・イン・パッシーリア（ ; 独: Moos in Passeier モース・イン・パサイアー）は、イタリア共和国トレンティーノ＝アルト・アディジェ州ボルツァーノ自治県にある、人口約2,100人の基礎自治体（コムーネ）。

## 地理

### 位置・広がり
ボルツァーノ自治県北部、ヴァル・パッシーリア (it:Val Passiria) のコムーネである。メラーノから北へ約18km、ゼルデン (オーストリア) から南東へ約19km、ブレッサノーネから西北西へ約39km、県都ボルツァーノから北北西へ約40km、州都トレントから北へ約84kmの距離にある。町域は南北に長く、西側はオーストリア（チロル州）との国境になっている。

#### 隣接コムーネ
隣接するコムーネは以下の通り。括弧内のATはオーストリア領（AT-7はチロル州）を示す。
- ラチーネス - 北東
- サン・レオナルド・イン・パッシーリア - 東
- サン・マルティーノ・イン・パッシーリア - 南東
- リフィアーノ - 南
- ティローロ - 南
- パルチーネス - 南西
- セナーレス - 南西
- ゼルデン (AT-7) - 北西

### 地勢
町域は北西部にあるティンメルスヨッホ峠（ティンメル峠、ロンボ峠） (en:Timmelsjoch) は、オーストリア側のチロル州とイタリア側を結ぶ交通路となっている。

## 行政

### 分離集落
モーゾ・イン・パッシーリアには、以下の分離集落（フラツィオーネ）がある。
- Corvara (Rabenstein), Plan (Pfelders), Plata (Platt), Stùlles (Stuls), Ulfas (Ulfaß)

### Comunità comprensoriale
ボルツァーノ自治県が設けた行政区画 Comunità comprensoriale では、ブルグラヴィアート（ブルクグラーフェンアムト） (Burggrafenamt) に属する。

## 住民

### 言語
| 言語集団調査（2011年） | 言語集団調査（2011年） | 言語集団調査（2011年） | 言語集団調査（2011年） | 言語集団調査（2011年） |
| ---------------------- | ---------------------- | ---------------------- | ---------------------- | ---------------------- |
|                        |                        |                        |                        |                        |
| ドイツ語               | ドイツ語               |                        | 90.58%                 | 90.58%                 |
| イタリア語             | イタリア語             |                        | 8.78%                  | 8.78%                  |
| ラディン語             | ラディン語             |                        | 0.64%                  | 0.64%                  |

2011年に行われた、住民がドイツ語・イタリア語・ラディン語のいずれの「言語集団」に属するかの調査によれば（ボルツァーノ自治県#言語集団調査参照）、住民の約91%がドイツ語話者、約9%がイタリア語話者である。